# オンチ映画祭
オンチ映画祭（オンチえいがさい）は、日本の東京都町田市で実施されている自主制作映画のみを取り扱う映画祭である。

## 概要
オンチ映画祭は2002年（平成14年）より、東京都 町田市にある施設「町田市民フォーラム」において毎年開催されることとなった。映画祭の主催は「オンチ映画祭実行委員会」である。映画祭の会場においては、「オンチ映画祭実行委員会が選抜した作品」と「一般募集作品」が上映される。
オンチ映画祭のコンセプトは、既存の「安定した面白さ」から少しずれた「オンチな作品」を上映することによって、「自主制作映画作品」の「不完全」であることと向き合い、不完全であることと向き合う中から「新しい面白さ」を見いだして、価値を創造していくことである。